# Фуникулёр Алексотаса
Фуникулёр Алексотаса (лит. Aleksoto funikulierius) — один из трёх литовских фуникулёров, расположенный в каунасском районе Алексотас на левом берегу Немана. Открыт официально 6 декабря 1935 года, став вторым фуникулёром Литвы (после фуникулёра в Жалякальнисе).

## Описание
Маршрут фуникулёра не менялся: дорога соединяет Старый город (от моста Витовта Великого) с вершиной горы Алексотас, откуда открывается панорамный вид на Старый город. В этом фуникулёре используются вагоны, появившиеся в межвоенное время, деревянные сиденья и платформы для остановки. В центре фуникулёрная дорога раздваивается, чтобы обеспечить возможность разъезда встречных вагончиков. В вагонах встроены автоматические тормоза, которые не позволяют вагонам скатываться вниз в случае повреждения кабеля. Помимо этого, рядом есть лестница, ведущая на вершину горы. Длина фуникулёра достигает от 132,9 до 142 м (в зависимости от точки отсчёта), градиент — от 18 до 29,5 %. Система управления расположена на вершине горы Алексотас.
Фуникулёрами Алексотаса и Жалякальниса в советское время управлял Троллейбусный парк Каунаса, стоимость проезда составляла 1 копейку. В настоящее время им управляет компания Autrolis, дочернее предприятие Kauno autobusai (бывшего Каунасского автобусно-таксомоторного парка). Доступ открыт с 7 до 16 часов по будням.

## Признание
24 октября 1997 года вступило в силу решение о включении фуникулёра в список недвижимого культурного наследия Литовской Республики. 9 октября 2003 года Правительство Литвы подтвердило присутствие фуникулёра в списке памятников культуры Литвы.
16 октября 2004 года Почта Литвы выпустила две почтовые марки с изображением фуникулёра Алексотаса: всего выпущено 600 тысяч экземпляров подобных марок номиналом 1 лит и 1 лит 30 центов.
В 2015 году стал одним из 44 объектов Каунаса, удостоенных Знака европейского наследия.

## Галерея

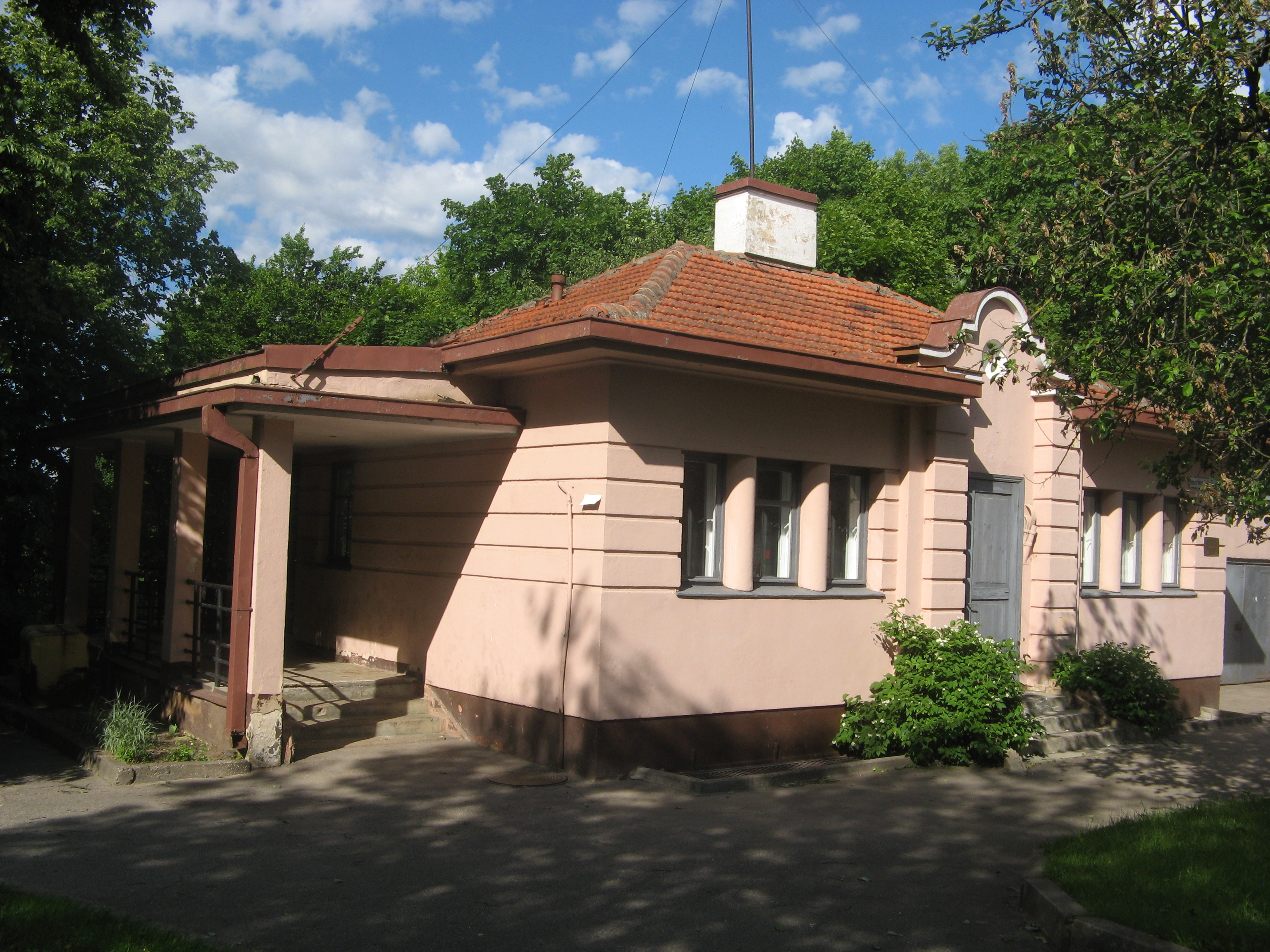
Вид на фуникулёр Алексотаса сверху
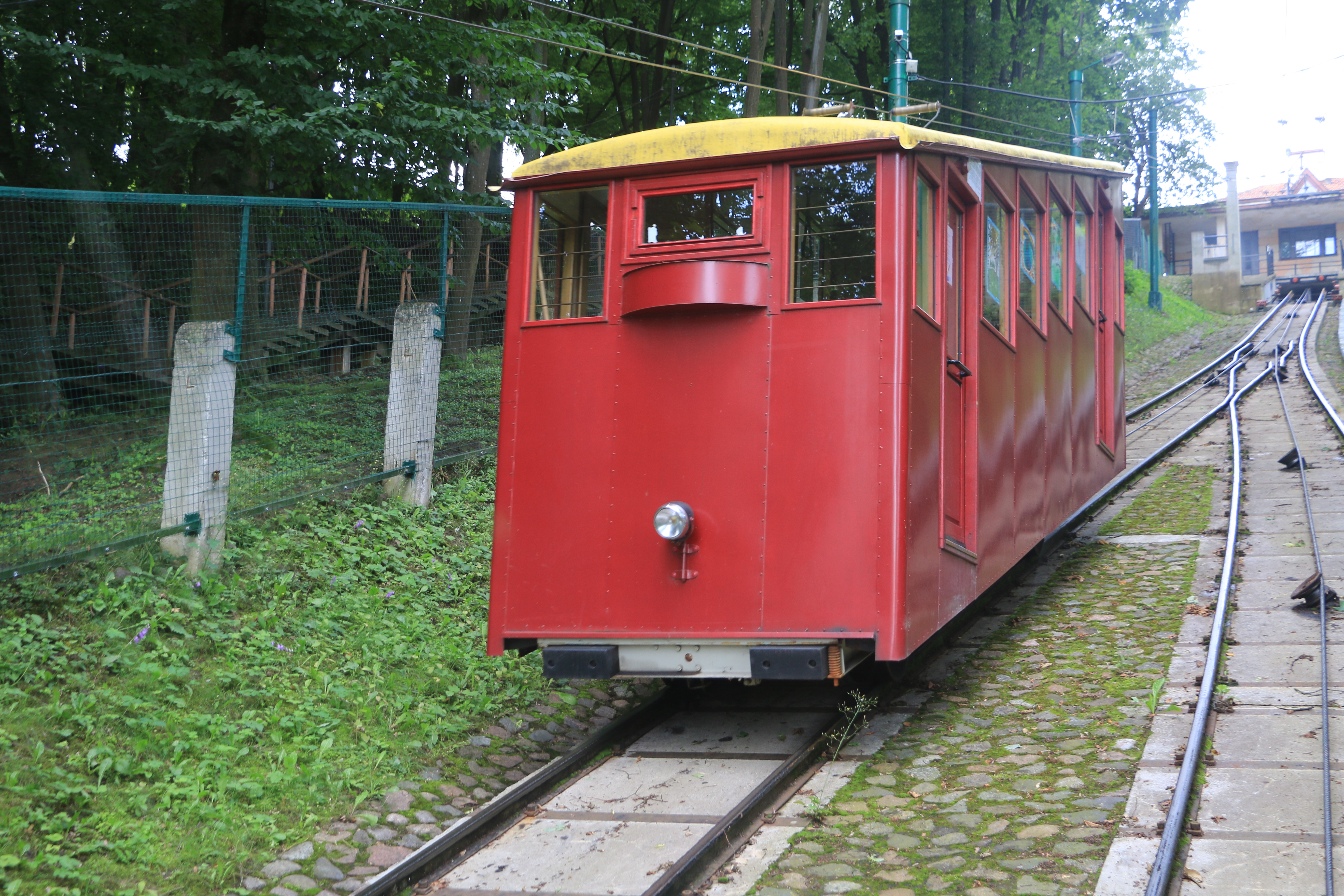
Один из вагонов
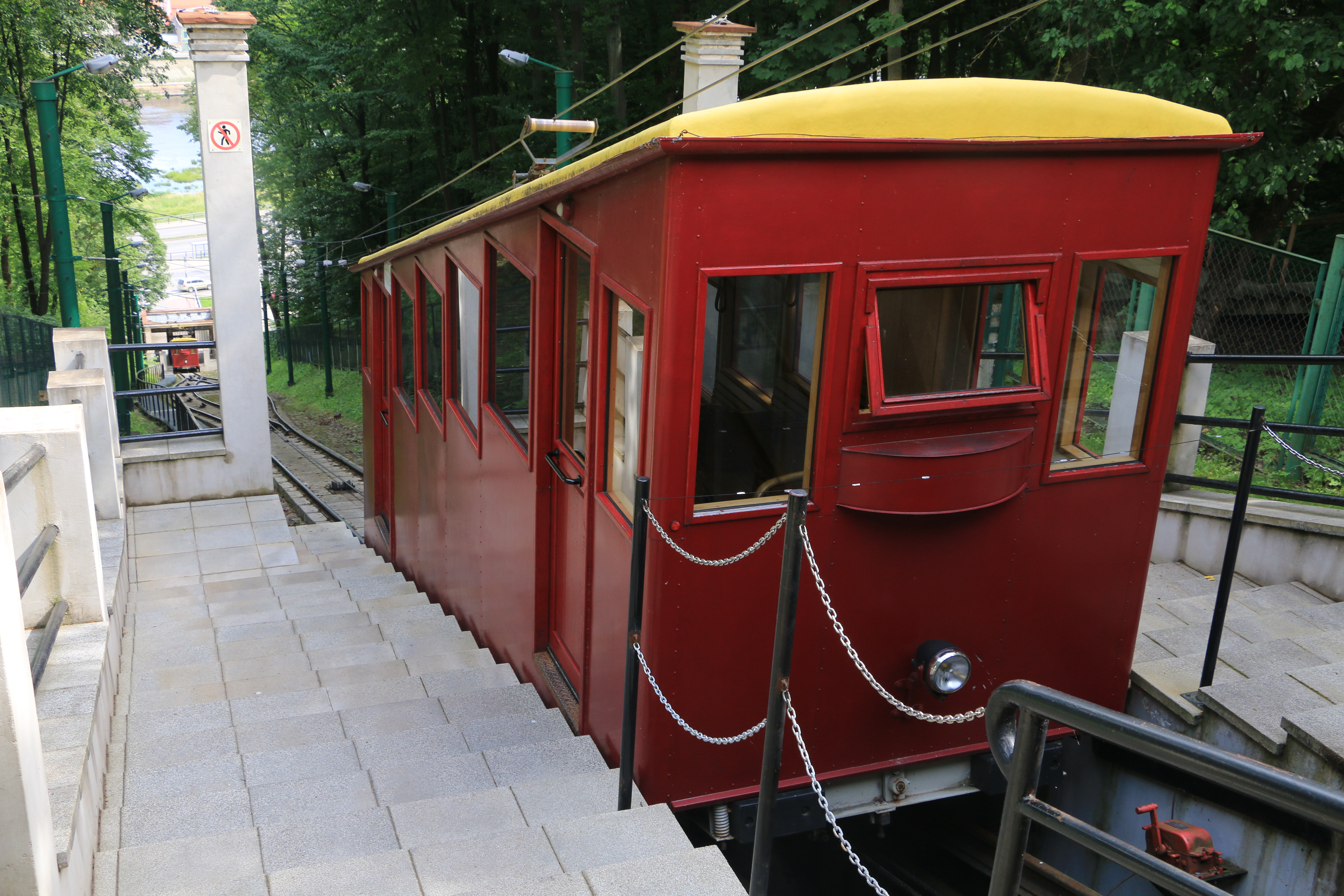
Один из вагонов